# 中国动漫博物馆
中国动漫博物馆位于中华人民共和国浙江省杭州市滨江区白马湖畔，是中国大陆第一家由国家广播电视总局和中国动画学会批准建设的国家级动漫博物馆，是杭州打造全国文化创意中心和“动漫之都”的重点项目。建筑通体白色，形似祥云，占地30382平方米，于2010年4月29日奠基，2021年6月26日开馆。
中国动漫博物馆收藏2万余件动漫相关艺术品，包括中国大陆、台湾、美国、法国、日本、荷兰和波兰等国家及地區的收藏家捐赠的1600余件原画、台本、模型、影像、赛璐珞片等作品和史料，和大量新媒体互动设施，以展示中国动漫的发展历程、各种经典名作和未来发展的方向。

## 历史
21世纪初，杭州市开始大力发展动漫产业，推出鼓励和扶持动漫产业发展的政策，并于2005年开始举办中国国际动漫节，创造了较为丰富的经济价值、文化价值和社会价值。
2009年，杭州市开始筹备建立中国动漫博物馆，并确定入驻杭州白马湖生态创意城，原定于2013年开馆。最初建筑以对话气泡为灵感，被设计成6个大小不一、紧挨着的蘑菇形建筑群，后因建设难度和安全问题，方案被抛弃，并于2013年重新设计。2014年12月20日，中国动漫博物馆动工，2020年12月28日竣工。2021年6月26日，中国动漫博物馆开馆。
在开馆初期，由于2019冠状病毒病中国大陆疫情限制，中国动漫博物馆仅能提供每日1000个参观名额，更出现了“一票难求”的情况。同时，中国动漫博物馆开放了两个临时展览，分别为介绍浙江漫画家的《浙江——漫画家的摇篮》和讲述巴黎中国电影资料中心主任纪可梅（法語：Marie-Claire Kuo-Quiquemelle）与中国动画故事的《致敬中国动画——纪可梅动画文献资料展》。

## 展厅与藏品
中国动漫博物馆共分为地上6层与地下1层，拥有“动漫你的遐想”“动漫你的回忆”“动漫你的今天”“动漫你的未来”4个常设展厅和剧场、教室、图书馆、电竞馆等区域。其中，“动漫你的遐想”展厅位于第一层，为序厅。“动漫你的回忆”展厅位于第二层，展示中国动漫自20世纪30年代自21世纪末的历史。“动漫你的今天”展厅位于第三层，展示中国动漫自21世纪初至今的发展历程和中国人生活中的动漫。“动漫你的未来”展厅位于第四层，着重于展望中国动漫未来的发展和前沿科技在动漫中的应用。
中国动漫博物馆的馆藏多为动漫艺术品和互动展品。动漫艺术品包括万氏兄弟的绝版影像资料、《白雪公主与七个小矮人》的背景原画、米老鼠赛璐珞片《舒克和贝塔》的背景设计铅笔稿、《哪吒闹海》的分镜和英文稿、严定宪和手塚治虫共同绘制的漫画《阿童木握手孙悟空》、《愤怒的小鸟》的游戏原画等珍贵艺术品，互动展品则运用了虚拟现实、混合现实、体感互动、触摸交互等技术，介绍动画和漫画的制作过程，剪纸动画、水墨动画、木偶动画等动画类型，并可让观众亲自参与简单的动画制作和配音。

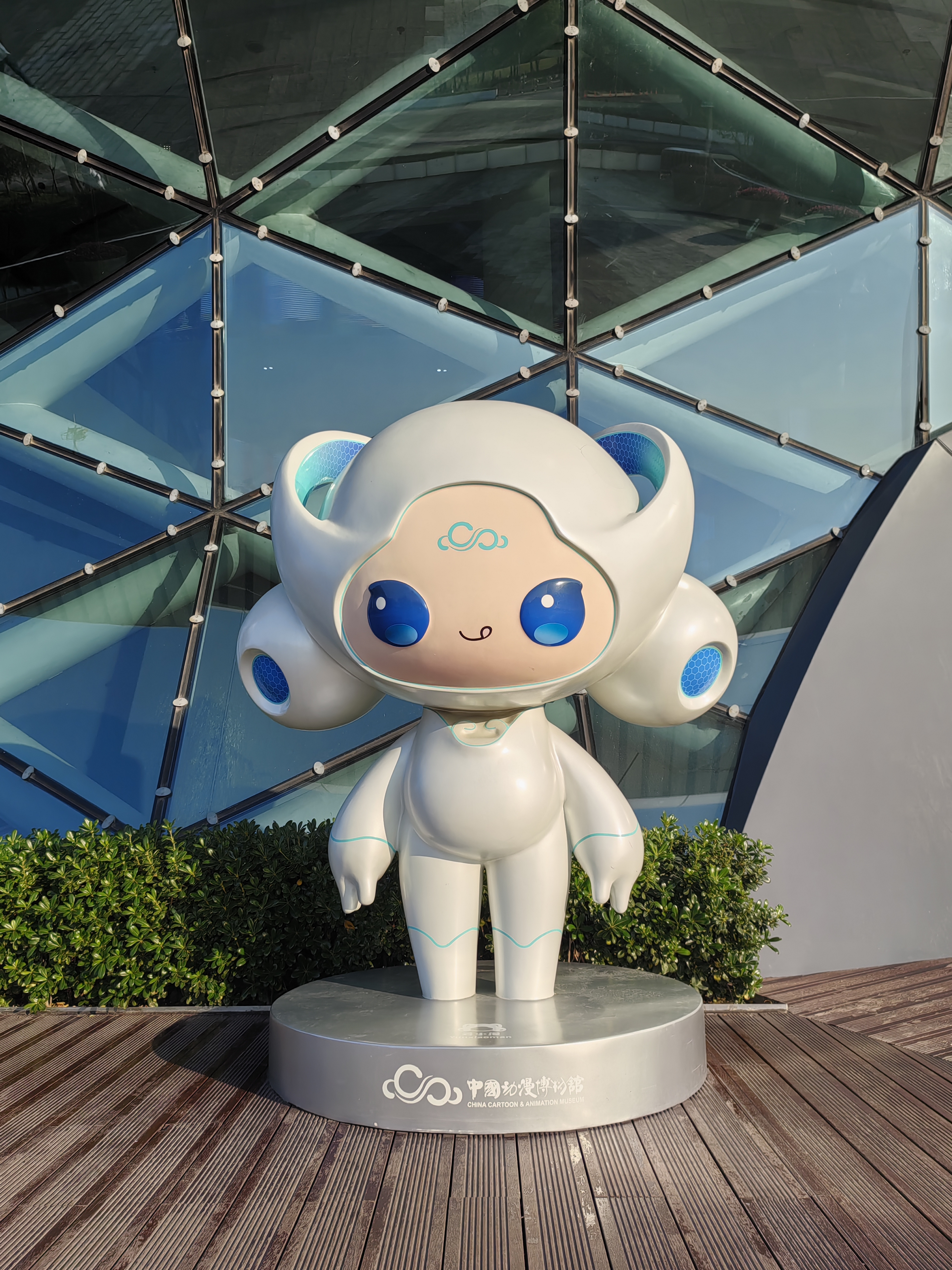
博物館吉祥物「雲小漫」
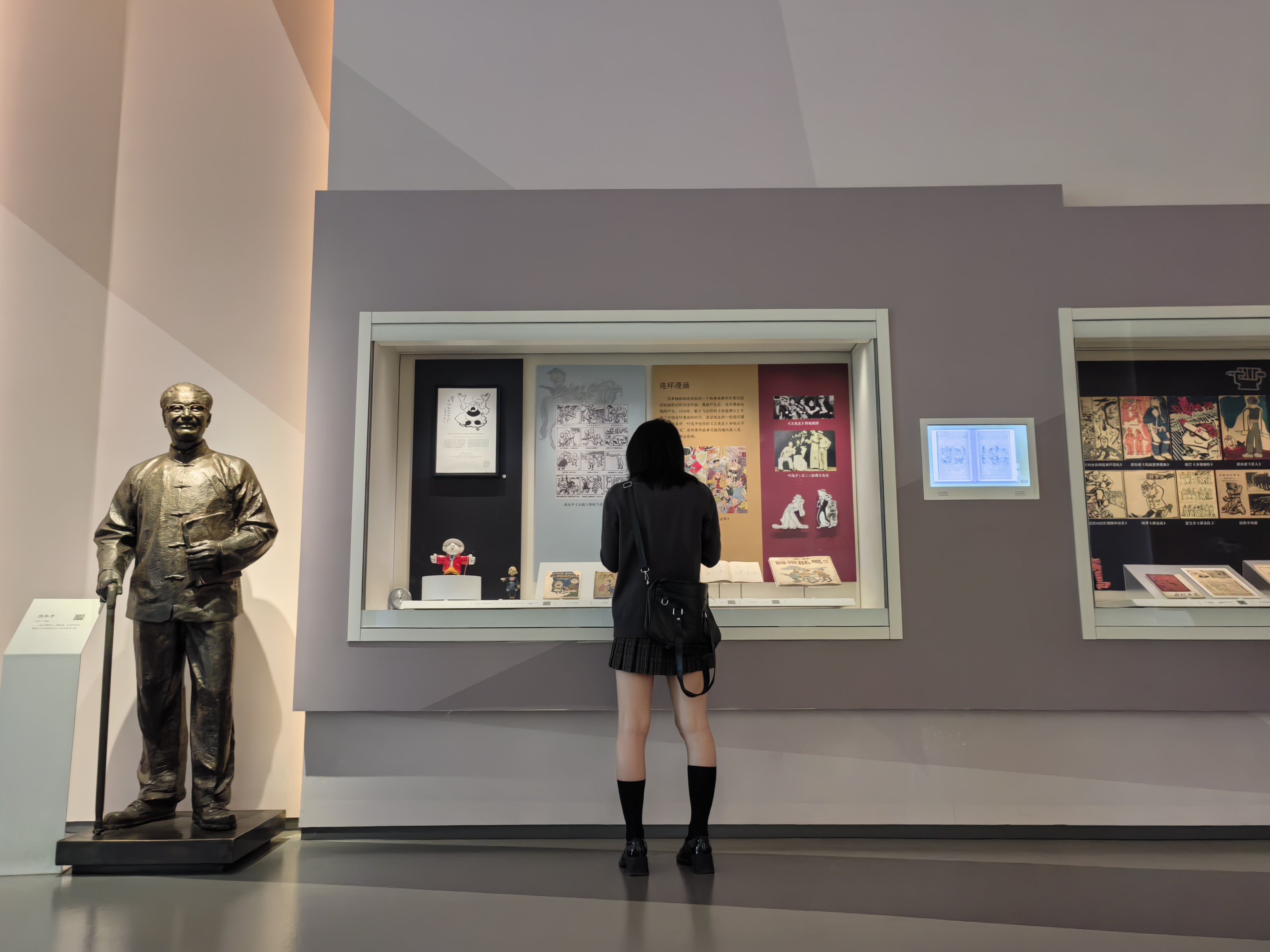
“动漫你的回忆”展廳
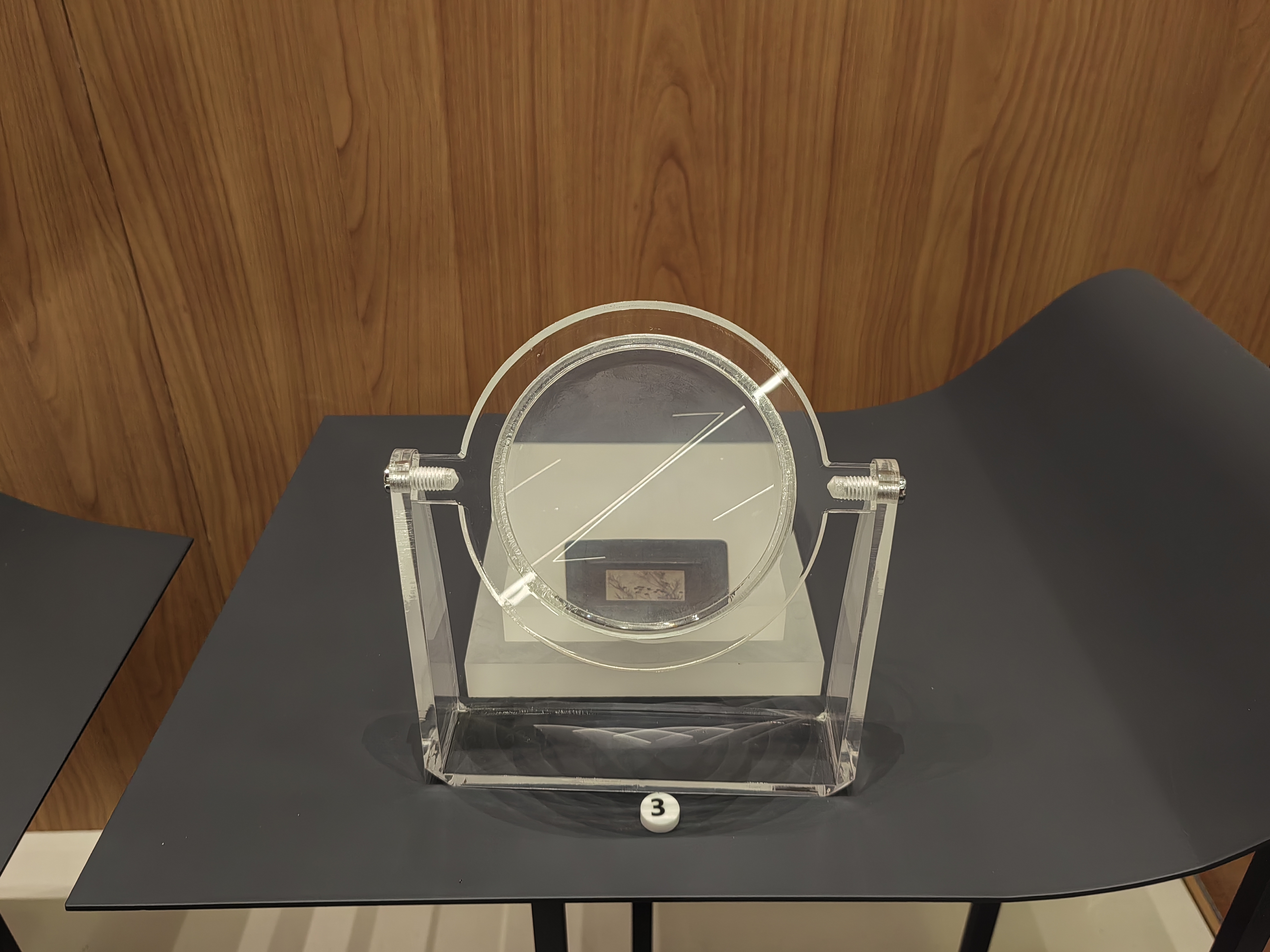
館藏動畫《小蝌蚪找妈妈》
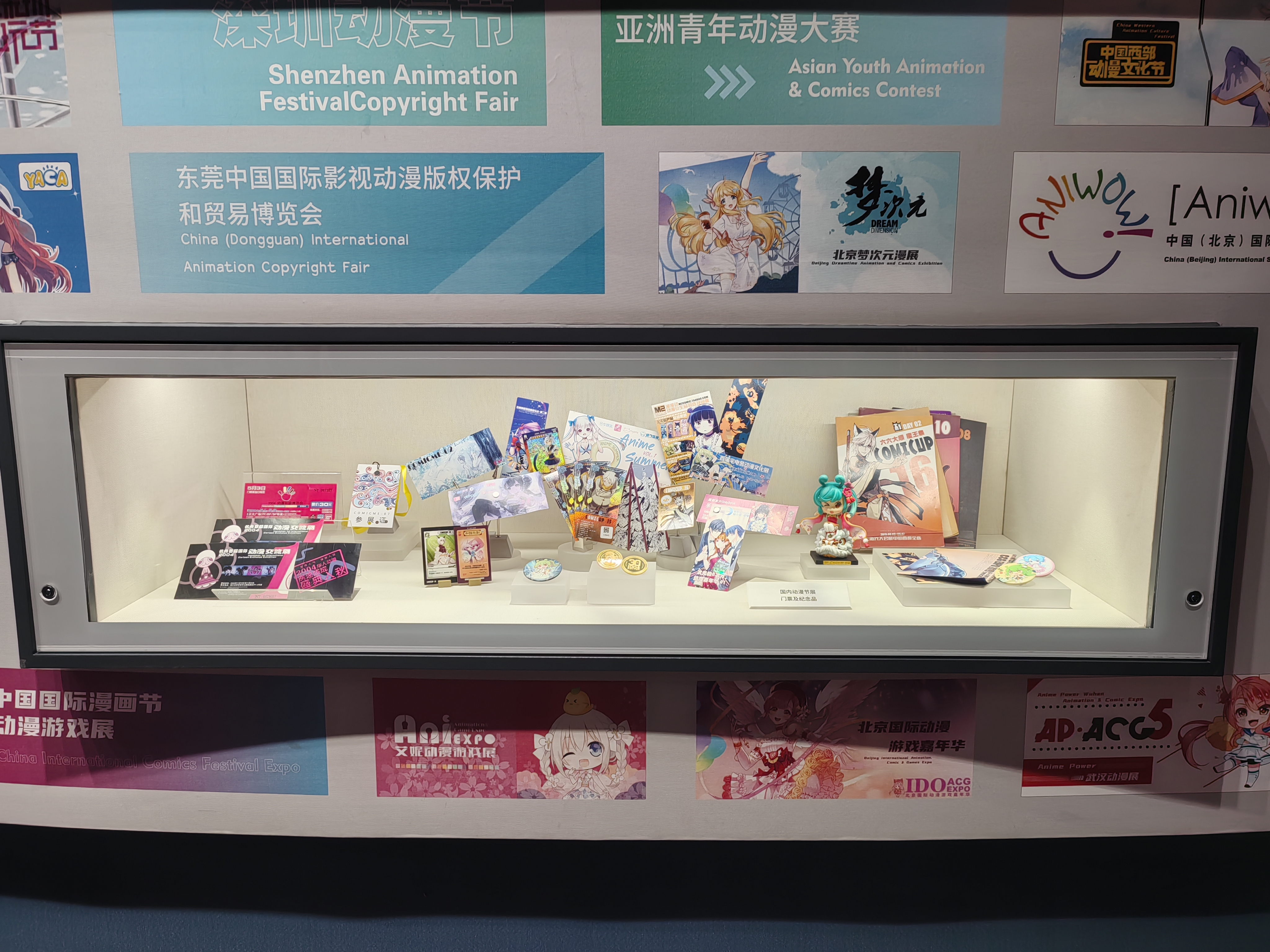
館藏漫展門票及紀念品

## 参观
中国动漫博物馆现于每周三至周日9:30—16:30开放（16:00停止入场），每周一、周二闭馆，中国大陆节假日期间正常开放。参观者可免费参观，但需先于“中国动漫博物馆”公众号预约。